# ESA Space Debris Telescope
L' ESA Space Debris Telescope està ubicat en l'Observatori del Teide a l'illa de Tenerife, Espanya. El telescopi de l'Optical Ground Station de l'ESA forma part de l'experiment Artemis. Com que gran part del temps d'observació es dedica a la recerca de deixalles espacials, en particular l'observació de brossa espacial en anell geoestacionari i les òrbites de transferència geoestacionàries, el terme de ESA Space Debris Telescope s'utilitza amb molta freqüència. Les recerques de deixalles espacials es duen a terme cada mes, al voltant de la Lluna Nova.
El telescopi és del tipus Ritchey-Chrétien amb una apertura d'1 m i un camp de visió de 0,7 graus, equipat amb un mosaic refredat criogènicament de Càmeres-CCD de 4k*4k píxels. El llindar de detecció és d'entre la 19a i 21a magnitud, que correspon a una capacitat de detectar objectes de brossa espacial fins a la mida de 15 cm en l'anell geoestacionari.